# حرق مقر الحزب الديمقراطي الكردستاني في بغداد

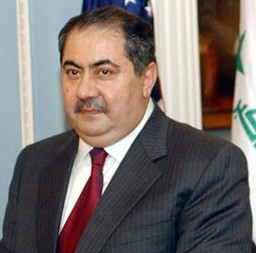
هوشيار زيباري

حرق مقر الحزب الديمقراطي الكردستاني في بغداد هو هجوم حدث في 17 أكتوبر 2020، على مقر الفرع الخامس لحزب الديمقراطي الكردستاني في منطقة الكرادة في بغداد من قبل الجماعات الموالية لإيران داخل الحشد الشعبي، عقب تصريحات السياسي الكُرديّ هوشيار زيباري والتي اعتبرت مسيئة لـ ميليشيا الحشد الشعبي، قام محتجون بتحطيم أثاث المقر وإضرام النار فيه.

## الأسباب
في مقابلة تلفزيونية أجرتها قناة الحرة التابعة للحكومة الأمريكية والناطقة باللغة العربية في برنامج عاصمة القرار طالب السياسي الكردي ووزير خارجية العراق الأسبق هوشيار زيباري حيث طالب الأخير بتنظيف المنطقة الخضراء (والتي تقع فيها اغلب مقرات الحكومة العراقية بالإضافة إلى سفارة الولايات المتحدة الأمريكية والسفارة البريطانية) من عناصر ميلشيات الحشد الشعبي وتأمين الطريق الواصل ما بين المنطقة الخضراء و مطار بغداد الدولي وكذلك طالب زيباري بإجراء تغييرات في هيئة الحشد الشعبي واعتباره قوة خارجةً عن القانون العراقي.

## المظاهرات
في يوم السبت المصادف 17 تشرين الأول-أكتوبر توافد مئات من المحتجين من منتسبي ومؤيدي الحشد الشعبي أمام مقر الحزب الديمقراطي الكردستاني في بغداد. حيث أُقتحم مقر الحزب وأُحرقت كافة محتوياته كما أحرق المحتجون علم إقليم كردستان العراق كما رفع المحتجون صورا لقائد الحرس الثوري السابق قاسم سليماني و نائب رئيس هيئة الحشد الشعبي أبو مهدي المهندس واللذان قتلا في غارة جوية أمريكية في بداية كانون الثاني- يناير من سنة 2020. وعلى إثر ذلك قام رئيس الوزراء العراقي مصطفى الكاظمي بإقالة قائد قوات حفظ القانون في بغداد اللواء جواد الدراجي من منصبه بسبب عدم تمكن قواته من التصدي للمحتجين الغاضبين الذين اضرموا النيران في مقر الحزب الديمقراطي الكردستاني.